# Peter Engelbrecht (Bischof)

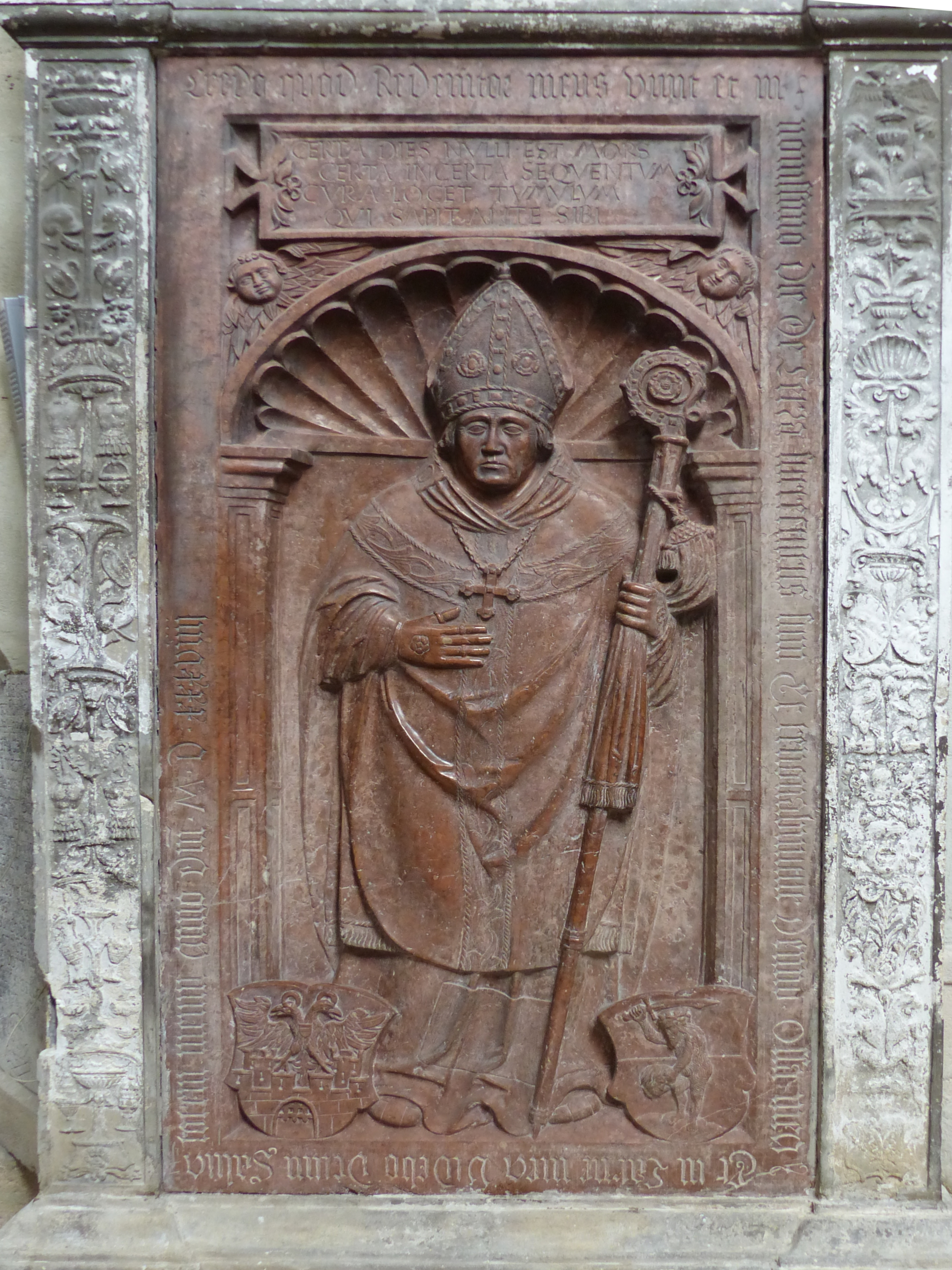
Grabplatte Engelbrechts

Peter Engelbrecht (* um 1414 in Passail; † 17. Februar 1491 in Wiener Neustadt) war von 1477 bis 1491 Bischof von Wiener Neustadt.

## Leben
Peter Engelbrecht wurde vermutlich im Jahre 1414 im kleinen steirischen Markt Passail als einfacher Bauernsohn geboren. Seine Eltern waren möglicherweise Angestellte des Grafen Friedrich von Stubenberg auf der Burg Stubegg im steirischen Arzberg bei Passail. Da er Geistlicher werden wollte oder musste, besuchte er anfangs in Graz am Lech die Schule des deutschen Johanniterordens. Danach setzte er sein Studium in der theologischen Universität in Wien fort. 1444 war er Probst an der Collegiatkirche Unser lieben Frau im Dom zu Wiener Neustadt. Im Jahr 1457 ist an der Universität Wien in der Matrikel Petrus Engelbrechtus de Puseyl verzeichnet. Es ist sehr wahrscheinlich, dass Peter Engelbrecht auch selbst an dieser Universität gelehrt hat.
In dieser Zeit war der Sohn seines Grundherrn, Jakob von Stubegg, Edelknabe beim Erzherzog Maximilian in Wien. Nach dessen Tod sollte auf Wunsch Kaiser Friedrich III. wiederum ein Steirer die Erziehung seines ältesten Sohnes fortführen. Und so fiel die Wahl auf Peter Engelbrecht von Passail, der damals bereits Chorherr in dem von Friedrich III. gegründeten Stift in Wiener Neustadt war. Kaiser Maximilian I. soll später seinen Lehrer als sehr streng, aber stets gerecht, bezeichnet haben.
1477 folgte am Feste Maria Verkündigung in Rom die Weihe zum Bischof durch Papst Sixtus IV.
Bischof Peter Engelbrecht verstarb am 17. Februar 1491. Er wurde in seiner Bischofskirche in einer Gruft beigesetzt. Die aus rotem Marmor bestehende Grabplatte dieser Gruft, auf der eine lebensgroße Darstellung Peter Engelbrechts zu sehen ist, befindet sich heute an der Innenwand des südlichen Querschiffarmes des zweitürmigen Domes von Wiener Neustadt.